# Topi Mattila
Topi Juhani Mattila (né le 29 mars 1946 à Helsinki) est un ancien sauteur à ski finlandais.
Il a terminé cinquième à l'épreuve du petit tremplin de Saut à ski aux Jeux olympiques de 1968.

## Palmarès

### Jeux olympiques
| Épreuve / Édition | Grenoble 1968 |
| Petit Tremplin    | 5e            |
| Grand Tremplin    | 49e           |